# Opsaridium peringueyi
Opsaridium peringueyi är en fiskart som först beskrevs av John Dow Fisher Gilchrist och Thompson, 1913.  Opsaridium peringueyi ingår i släktet Opsaridium och familjen karpfiskar. IUCN kategoriserar arten globalt som livskraftig. Inga underarter finns listade i Catalogue of Life.